# Tunisiens historia

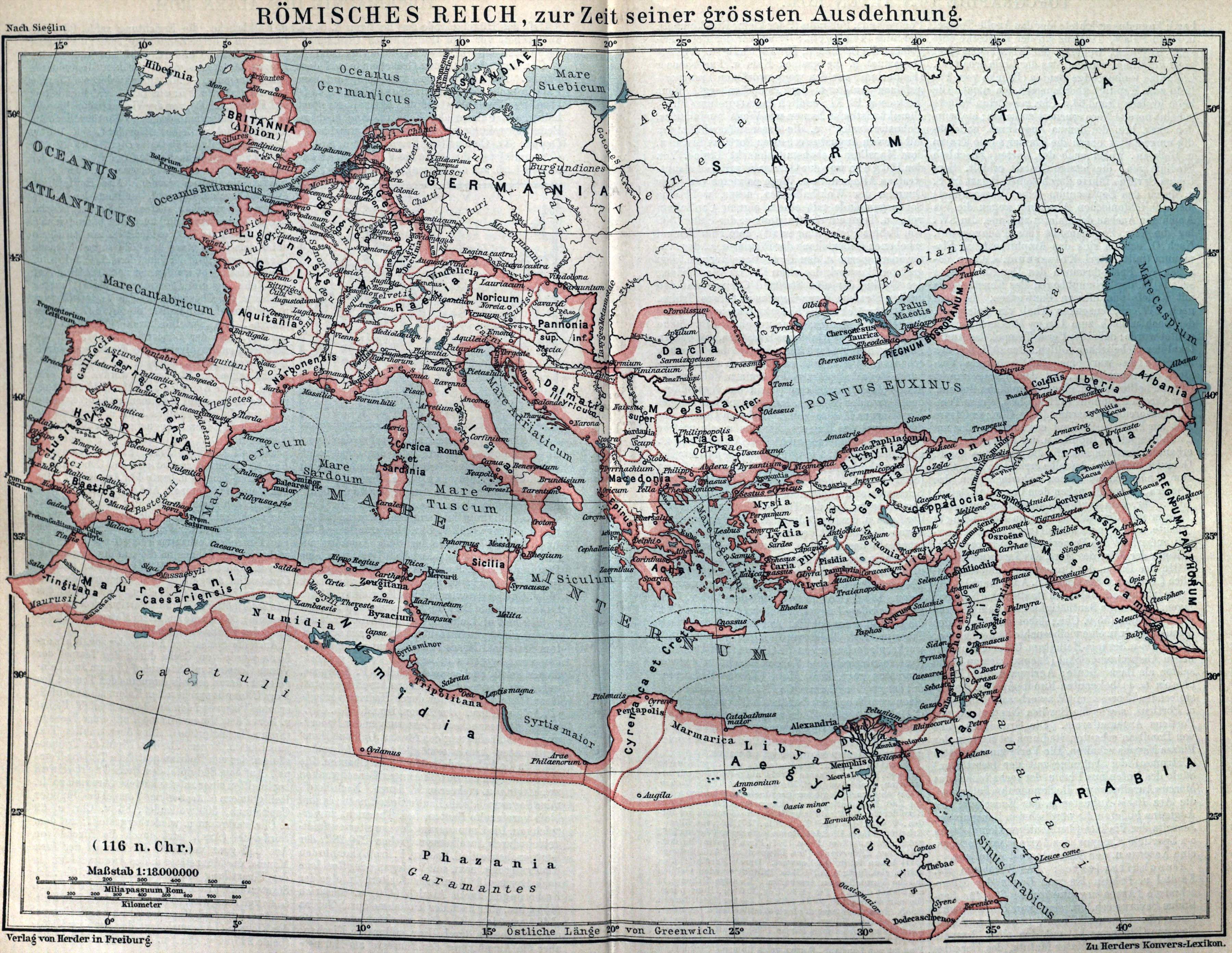
År 113 f.Kr. låg en stor del av Tunisien under Romerska riket och det mesta av landet år 117 e.Kr.

## Feniciska kolonier och romersk provins
Tunisiens historia börjar med anläggningen av de feniciska kolonierna, bland annat Karthago. De puniska (feniciska) kolonisterna semitiserade kusten, men lämnade berberna i det inre landet oberörda. Romarna övertog 146 f.Kr. arvet efter kartagerna och vasallkonungarna i Numidien, och punernas språk och civilisation fick ge vika för romarnas. Rik på säd, boskap och senare även på olja samt i besittning av värdefullt fiske, gruvor och stenbrott vann provinsen Africa, av vilken Tunisien var den viktigaste delen ett välstånd. Karthago var den andra staden i den latinska delen av kejsarriket, och i den äldre latinska kyrkans historia intar Afrika en viktigare plats än Italien. Där uppstod först en kristen latinsk litteratur, och till denna provins hör namnen Tertullianus, Cyprianus, Arnobius, Lactantius och framför allt Augustinus.

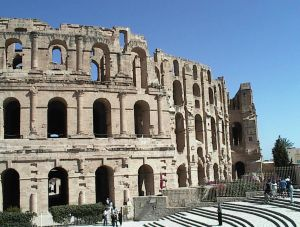
El Djem: Thysdrus amfiteater.

## Vandalsk, östromersk och arabisk provins
Rom förlorade provinsen genom vandalernas invasion 439, men den återerövrades av Belisarius ett århundrade senare (533–534) och förblev östromersk, tills araberna under Uqba ibn Nafi erövrade den och anlade staden Kairouan (673), som var guvernörernas i Afrika residens under umajjaderna och därefter de aghlabidiska furstarnas huvudstad (800–910). Det latinska elementet och kristendomen i Afrika försvann under en enda generation; berberna, som aldrig blivit verkligt latiniserade eller kristna, antog islam utan svårighet, men bevarade envist sin nationalitet. På dem stödde sig fatimidernas rike (910–972), och från denna tid till osmanernas ankomst var de nästan självständiga dynastierna i Tunisien, zirider (972–1148), almohader (1160–1236) och hafsiter (1236–1574), verkligt nationella.

## Hafsiterna
Hafsiterna, som med undantag av tiden 1221–1226 varit almohadernas guvernörer i Tunisien sedan 1207, förklarade sig 1236 självständiga och antog titeln "de trognes furste" samt erkändes i denna värdighet i Mecka. Deras rike sträckte sig, under sina bästa dagar, från Tlemcen till Tripolis. De prydde staden Tunis med moskéer, skolor och andra institutioner och gynnade litteraturen. Tunisien försvarade sig med framgång mot franska angrepp, av vilka de märkligaste var det, som kostade Ludvig den helige livet (1270), och hertigens av Bourbon (1390).

## Khair ed-Din Barbarossa
År 1534 störtade Khair ed-Din Barbarossa hafsiternas dynasti och upprättade en fruktad sjörövarstat. Karl V, som av hafsiterna kallats till hjälp, intog staden Tunis 1535 och befriade 20 000 kristna slavar, men erövringen var långt ifrån fullständig. Goletta hölls besatt av spanjorerna, men det inre landet var ett offer för anarki och inbördeskrig.

## Dejer och bejer
Först 1574 gjorde en av Selim II utsänd expedition det till en osmansk provins, vars civilförvaltning anförtroddes åt en pascha, med titeln bej. 1576 öfverflyttade en militärrevolution högsta makten till en dej, vald av janitsjarerna, vilka bildade ockupationsarmén. Under dejen ställdes inte långt därefter en bej som indrivare av skatter och tributen till Osmanska riket. Med Murad (1628), en korsikansk renegat, återfick bej-ämbetet sin förra betydelse, och det var 1631 - 1702 ärftligt bland Murads efterkommande. Bejernas rivalitet med dejerna och inre strider höll landet i en beständig oro. Ibrahim, den siste av dejerna (1702 - 05), som utrotade Murads hus och i sin person förenade även bejvärdigheten, stupade i Algeriet, varefter Hussein ben Ali, son till en grekisk renegat, av trupperna 1705 utropades till bej.
Under dejer såväl som under bejer var Tunisien en sjörövarstat, vars sjöröveri, av vilket landets finanser väsentligen var beroende. De europeiska makterna försökte genom direkta angrepp och avtvingade fördrag hämma sjöröveriet, men lyckades aldrig utrota det. Makterna bekymrade sig mindre om fångarnas öde än om förvärvandet av handelsprivilegier, och bejerna begagnade sig av handelsrivaliteten mellan Frankrike och England för att egga den ena makten mot den andra. Sjöröveriets slutliga upphörande kan sägas datera sig från överlämnandet till bejen 1819 av en kollektivnot från de på kongressen i Aachen samlade furstarna.

## Mitten av 1800-talet
Efter Algers erövring (1830) erhöll Tunisien större politisk vikt. I början understödde Tunisien Abd-el-kader mot fransmännen, men sedan Osmanska riket börjat göra sin överhöghet över Tunisien mera verksamt gällande, slöt bejen Sidi Achmed sig närmare till Frankrike och sökte med sin ministers, italienaren Ruffos, hjälp införa europeiska reformer vid hovet och hären. Dessa reformer var dock inte av någon nytta, så länge inget gjordes för att förbättra landets inre ställning. Vid mitten av 1800-talet brukades endast en tiondel av den odlingsbara jorden, och de årliga utgifterna för statsskulden översteg hela årsinkomsten. Muhammed es-Sadok, vilken, av fruktan för Frankrikes och Italiens ingripande, med Englands understöd åter närmade sig Porten, erhöll genom fermanen av 25 oktober 1871 arvsrätt för sin dynasti och befriades från tributen till osmanerna. Sultanen förbehöll sig endast investituren och avgörandet över krig och fred.

Tunisien, kvinna från staden och kvinna från landsbygden.

## 1800-talets senare hälft
Tunisiens självständighet blev dock inte långvarig. För att tukta de oberoende krumirstammarna, som oroat franskt område, ryckte franska trupper, trots bejens och sultanens protester, våren 1881 från Algeriet in i Tunisien, samtidigt med att en fransk eskader uppträdde vid kusten, och 12 maj 1881 tvingades bejen att skriva under fördraget i Bardo.
Detta fördrag gav Frankrike rätt att på obestämd tid hålla alla viktiga punkter i landet militärt besatta. En fransk resident skulle installeras i Tunis och förmedla bejens förbindelser med alla utländska makter. I samråd med bejen skulle Frankrike reformera landets finansförvaltning och uppta en särskild krigsskatt. Detta öppna våld mot en muslimsk furste väckte den muslimska befolkningens raseri även i Algeriet. De gjorde gemensam sak med tunisierna, och inom kort stod hela landet i uppror. Rebellerna bröt in i de europeiska nybyggena, förstörde deras anläggningar och dödade människorna. Snart blev upproret så hotande att fransmännen tvingades skicka en stor flotta och en betydande här under general Saussier till Afrika. Han lyckades så småningom att tränga rebellerna tillbaka från kusten till Sahara och återställa lugnet. Även Tunis besattes nu.
Frankrike begagnade bejens död i oktober 1882 till att ännu starkare binda hans efterträdare vid Frankrike. Genom ett nytt fördrag (konventionen i Marsa 8 juni 1883) tvingades den nye bejen överlåta hela den inre förvaltningen, även skatteväsendet och regleringen av statsskulden, åt Frankrike. I ersättning fick han ett årsanslag för sina personliga behov. I praktiken var bejen från och med denna tid inte längre härskare, och Frankrike behandlade landet helt och hållet som en provins.

## 1900-talet
Under första världskriget skickade Tunisien till Frankrike mer än 60 000 stridande och nära 30 000 arbetare och tecknade stora nationallån.
Under Fälttåget i Tunisien 1942–1943 blev landet arena för en av de allierade styrkornas (britterna och amerikanerna) första större operationer mot de nazistledda axelmakterna under Andra världskriget. Huvuddelen av den brittiska armén drog in i Tunisien söderifrån. USA och andra allierade invaderade landet från väst. Invasionen resulterade, efter hårda strider, i en av de allierades största segrar under kriget.
20 mars 1956 blev Tunisien självständigt som kungadöme. Året därpå avskaffades monarkin, och Habib Bourguiba, som tillhörde partiet Neo-Destour blev det självständiga Tunisiens förste president som drev ett auktoritärt styre, som bl a innebar att gamla jordbruk som drivits av fransmän exproprierades. 1975 gjorde sig Bourgiba till president på livstid men han avsattes 1987. Han efterträddes av Zine El Abidine Ben Ali, som tillhörde Parti socialiste destourien (PSD), som Neo-Destour ombildades till 1964, och som utan konkurrens var det statsbärande partiet. Jämfört med andra arabländer förde Tunisien en USA-vänlig och liberal politik.

## 2010–
Under Jasminrevolutionen under de första veckorna under 2011 tvingades Zine El Abidine Ben Ali bort från makten efter 23 år. Innan Ben Ali gick i landsflykt till Saudiarabien den 14 januari 2011 utnämnde han sin premiärminister Mohamed Ghannouchi till interimsledare. Författningsrådet utsåg den 15 januari talmannen Foued Mebazaa till interimspresident. I den interimsregering som Mebazaa bildade, ingick flera personer som tidigare suttit i den fallna regeringen, vilket ledde till stark kritik från folket.
I oktober 2019 segrade konservativa professorn i juridik, Kaïs Saïed,  i det andra fria presidentvalet i landets historia och han blev ny president i Tunisien.
I september 2021 tillkännagav Kaïs Saïed en kommande reform av 2014 års konstitution och bildandet av en ny regering.